# James Cromwell
James Oliver Cromwell (Los Angeles, Kalifornia, 1940. január 27. –) Primetime Emmy-díjas amerikai színész. Közel fél évszázados pályafutása alatt több mint 60 mozifilmben, közel 30 tévéfilmben, valamint kb. 80 sorozatban szerepelt. Ismertebb filmjei közé tartozik a Babe, a Star Trek: Kapcsolatfelvétel, a Végképp eltörölni, a Szigorúan bizalmas, a Halálsoron, az Űrcowboyok, A rettegés arénája, az Én, a robot, a Csontdaráló, A királynő, A paripa, a The Artist – A némafilmes, a Hős6os, a Marshall – Állj ki az igazságért!, valamint a 2018-ban bemutatott Jurassic World: Bukott birodalom. Ezen felül kiemelkedő alakítást nyújtott többek között a Sírhant művek, a 24 vagy az Amerikai Horror Story: Zártosztály című sorozatokban is.
Négyszer jelölték Primetime Emmy-díjra (ebből egyet meg is nyert az Amerikai Horror Story-ban nyújtott alakításáért), szintén négy alkalommal Screen Actors Guild-díj jelölést, valamint a Babe című filmben nyújtott alakításáért Oscar-jelölést is kapott a Legjobb férfi mellékszereplő kategóriában, 1995-ben. 2013-ban Canadian Screen Award díjat is nyert.

## Élete
Los Angeles-ben született 1940. január 27-én, és New York-ban nőtt fel, Manhattan városrészben. Édesapja John Cromwell, édesanyja Kay Johnson, mindketten színészek. Angol, német, ír és skót felmenőkkel is rendelkezik. A Hill School, a Middlebury College valamint a Carnegie Mellon Egyetem diákja volt, utóbbin építészetet tanult, mielőtt a filmezés világa felé fordult. Eleinte színházi darabokban szerepelt, majd a filmezésre váltott. Első televíziós szerepét 1974-ben kapta a Rockford nyomoz című sorozatban, ahol egy teniszoktatót, Terry-t alakította.

## Filmográfia

### Film
| Év   | Magyar cím                                   | Eredeti cím                                | Szerep                            | Magyar hang       | Rendező               |
| ---- | -------------------------------------------- | ------------------------------------------ | --------------------------------- | ----------------- | --------------------- |
| 1955 | Hosszúláb papa                               | Daddy Long Legs                            | statiszta                         |                   | Jean Negulesco        |
| 1976 | Meghívás egy gyilkos vacsorára               | Murder by Death                            | Marcel                            | Dunai Tamás       | Robert Moore (1)      |
| 1978 | Bohókás nyomozás                             | The Cheap Detective                        | Schnell                           | Damu Roland       | Robert Moore (2)      |
| 1981 | Senki sem tökéletes                          | Nobody's Perfekt                           | Dr. Carson                        |                   | Peter Bonerz          |
| 1983 | Agyban nagy                                  | The Man with Two Brains                    | ingatlanügynök                    | Pusztai Péter     | Carl Reiner           |
| 1984 | Isten háza                                   | The House of God                           | Quick rendőrtiszt                 |                   | Donald Wrye           |
| 1984 | Páncélos felmentősereg                       | Tank                                       | Euclid Baker seriffhelyettes      | Juhász György     | Marvin J. Chomsky     |
| 1984 | A suttyók visszavágnak                       | Revenge of the Nerds                       | Mr. Skolnick                      | Tarján Péter      | Jeff Kanew            |
| 1984 | Uramisten, ez az ördög!                      | Oh, God! You Devil                         | pap                               |                   | Paul Bogart           |
| 1985 | Űrrandevú                                    | Explorers                                  | Mr. Müller                        | Végvári Tamás     | Joe Dante             |
| 1986 | Szép kis kalamajka                           | A Fine Mess                                | Blist nyomozó                     | Wohlmuth István   | Blake Edwards         |
| 1987 | A suttyók visszavágnak 2. – Gyagyás nyaralás | Revenge of the Nerds II: Nerds in Paradise | Mr. Skolnick                      |                   | Joe Roth              |
| 1988 | A mentőakció                                 | The Rescue                                 | Rothman admirális                 | Rosta Sándor      | Ferdinand Fairfax     |
| 1989 |                                              | The Runnin' Kind                           | Phil bácsi                        |                   | Max Tash              |
| 1989 | Rózsaszín Cadillac                           | Pink Cadillac                              | motel portása                     | Varga Tamás       | Buddy Van Horn        |
| 1992 | Babe                                         | The Babe                                   | Mathias testvér                   | Szokolay Ottó     | Arthur Hiller         |
| 1993 | Rómeó vérzik                                 | Romeo Is Bleeding                          | Cage                              |                   | Peter Medak (1)       |
| 1995 | Babe                                         | Babe                                       | Arthur Hoggett farmer             | Gruber Hugó       |                       |
| 1996 | Végképp eltörölni                            | Eraser                                     | William Donohue                   | Szokolay Ottó     | Chuck Russell         |
| 1996 | Larry Flynt, a provokátor                    | The People vs. Larry Flynt                 | Charles Keating                   | Uri István        | Miloš Forman          |
| 1996 | Star Trek: Kapcsolatfelvétel                 | Star Trek: First Contact                   | Dr. Zefram Cochrane               | Szokolay Ottó     | Jonathan Frakes       |
| 1997 | Szigorúan bizalmas                           | L.A. Confidential                          | Dudley Smith kapitány             | Rajhona Ádám      | Curtis Hanson         |
| 1997 | Kicsi Fa az indiánok között                  | The Education of Little Tree               | nagypapa                          | Szersén Gyula     | Richard Friedenberg   |
| 1998 | Bob, a juhászkutya                           | Owd Bob                                    | Adam MacAdam                      |                   | Rodney Gibbons        |
| 1998 | A lény 2.                                    | Species II                                 | Judson Ross szenátor              | Fülöp Zsigmond    | Peter Medak (2)       |
| 1998 | Deep Impact                                  | Deep Impact                                | Alan Rittenhouse                  |                   | Mimi Leder            |
| 1998 | Babe 2. – Kismalac a nagyvárosban            | Babe: Pig in the City                      | Arthur Hoggett farmer             | Gruber Hugó       | George Miller         |
| 1999 | A tábornok lánya                             | The General's Daughter                     | Joseph Campbell altábornagy       | Sinkó László      | Simon West            |
| 1999 | Oltári vőlegény                              | The Bachelor                               | pap                               | Gruber Hugó       | Gary Sinyor           |
| 1999 | Halálsoron                                   | The Green Mile                             | Hal Moores börtönigazgató         | Versényi László   | Frank Darabont        |
| 1999 | Hó hull a cédrusra                           | Snow Falling on Cedars                     | Fielding bíró                     | Fodor Tamás       | Scott Hicks           |
| 2000 | Űrcowboyok                                   | Space Cowboys                              | Bob Gerson                        | Bács Ferenc       | Clint Eastwood        |
| 2002 | Szilaj, a vad völgy paripája                 | Spirit: Stallion of the Cimarron           | ezredes (hangja)                  | Papp János        | Kelly Asbury          |
| 2002 | Szilaj, a vad völgy paripája                 | Spirit: Stallion of the Cimarron           | ezredes (hangja)                  | Papp János        | Lorna Cook            |
| 2002 | A rettegés arénája                           | The Sum of All Fears                       | J. Robert Fowler elnök            | Dobránszky Zoltán | Phil Alden Robinson   |
| 2002 |                                              | The Nazi (rövidfilm)                       | Franz                             |                   | Rod Lurie             |
| 2003 |                                              | Blackball                                  | Ray Speight                       |                   | Mel Smith             |
| 2003 | Egymásra utalva                              | The Snow Walker                            | Walter Shepherd                   | Várkonyi András   | Charles Martin Smith  |
| 2004 | Én, a robot                                  | I, Robot                                   | Dr. Alfred Lanning                | Versényi László   | Alex Proyas           |
| 2005 | Csontdaráló                                  | The Longest Yard                           | Rudolph Hazen börtönigazgató      | Barbinek Péter    | Peter Segal           |
| 2006 | A királynő                                   | The Queen                                  | Fülöp herceg                      | Szokolay Ottó     | Stephen Frears        |
| 2007 | Dante Pokla                                  | Dante's Inferno                            | Vergilius                         |                   | Sean Meredith         |
| 2007 | Jane Austen magánélete                       | Becoming Jane                              | Austen tiszteletes                | Szokolay Ottó     | Julian Jarrold        |
| 2007 | Pókember 3.                                  | Spider-Man 3                               | George Stacy                      | Szokolay Ottó     | Sam Raimi             |
| 2008 | Megkínozva                                   | Tortured                                   | Jack                              | Dunai Tamás       | Nolan Lebovitz        |
| 2008 | W. – George W. Bush élete                    | W.                                         | George H. W. Bush                 | Szersén Gyula     | Oliver Stone          |
| 2009 |                                              | A Lonely Place for Dying                   | Howard Simons                     |                   | Justin Eugene Evans   |
| 2009 | Hasonmás                                     | Surrogates                                 | Dr. Lionel Canter                 | Szokolay Ottó     | Jonathan Mostow       |
| 2010 | A paripa                                     | Secretariat                                | Ogden Phipps                      | Forgács Gábor     | Randall Wallace       |
| 2011 |                                              | Admissions (rövidfilm)                     | hivatalnok                        |                   | Harry Kakatsakis      |
| 2011 | The Artist – A némafilmes                    | The Artist                                 | Clifton                           |                   | Michel Hazanavicius   |
| 2012 | Angyalok a porondon                          | Cowgirls 'n Angels                         | Terence Parker                    |                   | Timothy Armstrong     |
| 2012 | Az emlékezés napja                           | Memorial Day                               | Bud Vogel                         | Kertész Péter     | Sam Fischer           |
| 2012 |                                              | Still Mine                                 | Craig Morrison                    |                   | Michael McGowan       |
| 2012 | A szerencse katonái                          | Soldiers of Fortune                        | Sam Haussmann                     | Szersén Gyula     | Maksim Korostyshevsky |
| 2013 | A Cate McCall-per                            | The Trials of Cate McCall                  | Sumpter bíró                      | Barbinek Péter    | Karen Moncrieff       |
| 2014 | Hős6os                                       | Big Hero 6                                 | Robert Callaghan / Yokai (hangja) | Sörös Sándor      | Don Hall              |
| 2014 | Hős6os                                       | Big Hero 6                                 | Robert Callaghan / Yokai (hangja) | Sörös Sándor      | Chris Williams        |
| 2016 | Az ígéret                                    | The Promise                                | Henry Morgenthau                  | Dunai Tamás       | Terry George          |
| 2017 | Marshall – Állj ki az igazságért!            | Marshall                                   | Foster bíró                       | Harsányi Gábor    | Reginald Hudlin       |
| 2018 | Jurassic World: Bukott birodalom             | Jurassic World: Fallen Kingdom             | Benjamin Lockwood                 | Szélyes Imre      | J. A. Bayona          |
| 2019 | Pénzmosó                                     | The Laundromat                             | Joseph David "Joe" Martin         | Szélyes Imre      | Steven Soderbergh     |
| 2020 | Sosem késő                                   | Never Too Late                             | Jack Bronson                      | Szélyes Imre      | Mark Lamprell         |
| 2020 | A császár                                    | Emperor                                    | John Brown                        |                   | Mark Amin             |
| 2022 |                                              | Prancer: A Christmas Tale                  | Bud Mcshane                       |                   | John D. Hancock       |
| 2023 | Kiskarácsony, Batkarácsony                   | Merry Little Batman                        | Alfred Pennyworth (hangja)        | Kajtár Róbert     | Mike Roth             |
| 2024 | Rebel Ridge                                  | Rebel Ridge                                | Reginald W. Logston bíró          | Fodor Tamás       | Jeremy Saulnier       |

## Fordítás
- Ez a szócikk részben vagy egészben  a   James Cromwell című angol Wikipédia-szócikk ezen változatának fordításán alapul.  Az eredeti cikk szerkesztőit annak laptörténete sorolja fel. Ez a jelzés csupán a megfogalmazás eredetét és a szerzői jogokat jelzi, nem szolgál a cikkben szereplő információk forrásmegjelöléseként.
- Ez a szócikk részben vagy egészben  a   James Cromwell filmography című angol Wikipédia-szócikk ezen változatának fordításán alapul.  Az eredeti cikk szerkesztőit annak laptörténete sorolja fel. Ez a jelzés csupán a megfogalmazás eredetét és a szerzői jogokat jelzi, nem szolgál a cikkben szereplő információk forrásmegjelöléseként.